# Allu Arjun
Allu Arjun (Chennai, 8 april 1983) is een Indiaas acteur die met name in de Telugu filmindustrie actief is. Hij heeft onder andere in de films Race Gurram, Duvvada Jagannadham, S/O Satyamurthy en Ala Vaikunthapurramuloo gespeeld.
Arjun is de zoon van filmproducent Allu Aravind en broer van acteur Allu Sirish. Zijn oom is acteur Chiranjeevi, en is neef van acteurs Ram Charan, Varun Tej, Sai Dharam Tej, Panja Vaisshnav Tej en Niharika Konidela.
In 2024 kreeg hij een wassen beeld in het Madame Tussauds.

## Filmografie
|  |

| Jaar | Film                           | Rol                             | Opmerking                 |
| ---- | ------------------------------ | ------------------------------- | ------------------------- |
| 1985 | Vijetha                        | Saratha's zoon                  | als kind                  |
| 1986 | Swati Mutyam                   | Sivayya's kleinzoon             | als kind                  |
| 2001 | Daddy                          | Gopi                            | gastoptreden              |
| 2003 | Gangotri                       | Simhadri                        |                           |
| 2004 | Arya                           | Arya                            |                           |
| 2005 | Bunny                          | Raja                            |                           |
| 2006 | Happy                          | Bunny                           |                           |
| 2007 | Desamuduru                     | Bala Govind                     |                           |
| 2007 | Shankar Dada Zindabad          | zichzelf                        | gastoptreden              |
| 2008 | Parugu                         | Krishna                         |                           |
| 2009 | Arya 2                         | Arya                            |                           |
| 2010 | Varudu                         | Sandeep Mohan Ram               |                           |
| 2010 | Vedam                          | Anand Raj                       |                           |
| 2011 | Badrinath                      | Badrinath                       |                           |
| 2012 | Julayi                         | Ravindra Narayan                |                           |
| 2013 | Iddarammayilatho               | Sanjay Reddy                    |                           |
| 2014 | I Am That Change               | zichzelf                        | korte film, ook producent |
| 2014 | Yevadu                         | Satya                           | gastoptreden              |
| 2014 | Race Gurram                    | Lakshman Prasad                 |                           |
| 2015 | S/O Satyamurthy                | Viraj Anand                     |                           |
| 2015 | Rudhramadevi                   | Gona Ganna Reddy                |                           |
| 2016 | Sarrainodu                     | Gana                            |                           |
| 2017 | Duvvada Jagannadham            | Duvvada Jagannadham Sasthri/ DJ |                           |
| 2018 | Naa Peru Surya, Naa Illu India | Surya                           |                           |
| 2020 | Ala Vaikunthapurramuloo        | Bantu                           |                           |
| 2021 | Pushpa: The Rise               | Pushpa Raj                      |                           |
| 2024 | Pushpa 2: The Rule             | Pushpa Raj                      |                           |